# Aleksandra Brzezińska
Aleksandra Brzezińska, z d. Gierat (ur. 30 lipca 1991) – polska lekkoatletka, wielokrotna mistrzyni Polski.

## Życiorys
Karierę sportową rozpoczęła w klubie GLKS Świdnica, od 2012 reprezentuje barwy MKL Toruń.

### Kariera juniorska i młodzieżowa
Pierwszy sukces odniosła w 2009, zdobywając brązowy medal mistrzostw Polski juniorek w biegu na 5000 metrów. W 2010 została mistrzynią Polski juniorek w biegu przełajowym na 6 km i w biegu na 3000 metrów, w 2012 i 2013 młodzieżową mistrzynią Polski. 
Reprezentowała Polskę na mistrzostwach świata w biegu przełajowym (49 m. w biegu juniorek na 6 km), mistrzostwach Europy w biegach przełajowych w 2010 (20 m. w biegu juniorek, 2012 (42. miejsce w biegu młodzieżowców), 2013 (37. miejsce w biegu młodzieżowców).

### Kariera seniorska
Powróciła do biegania w 2015 po rocznej przerwie. Jej trenerem od tego roku był jej mąż Błażej Brzeziński, następnie prowadził ją Ryszard Marczak, którego zastąpił później Marian Gęsicki. Od 2023 trenerem ponownie był Błażej Brzeziński. W 2024 funkcje trenera objął Jacek Wosiek.
Na mistrzostwach Polski seniorów wywalczyła kolejno: w 2017 srebrny medal w biegu na 5 km, w 2018 brązowy medal w biegu przełajowym na dystansie ok. 5 km, w 2019 złoty medal w biegu maratońskim, w 2020 złoty medal w biegu przełajowym na dystansie ok. 6 km, srebrny medal w biegu maratońskim w i brązowy medal w biegu na 10 km. W 2018 i 2019 zdobyła brązowy medal halowych mistrzostw Polski w biegu na 3000 metrów. 
W 2018 pierwszy raz reprezentowała Polskę na imprezie seniorskiej. Podczas przełajowych mistrzostw Europy zajęła 60. miejsce.
Rekordy życiowe:
- 3000 metrów: 9:18,01 (18.07.2020)
- 5000 metrów: 16:09,76 (27.06.2020)
- 5 km: 16:05 (22.05.2022)
- 10 000 metrów: 33:44,82 (28.04.2019)
- 10 km: 32:41 (02.10.2022)
- półmaraton: 1:12:11 (27.03.2022)
- maraton: 2:27:20 (3.12.2023)